# Florida (Missouri)
Pour les articles homonymes, voir Florida.
Florida est un village inhabité (aucun habitant d'après le recensement américain de 2010) situé dans le comté de Monroe, dans l'État du Missouri aux États-Unis. Il est surtout connu pour être le lieu de naissance de l'auteur Mark Twain.